# Côte d’Argent

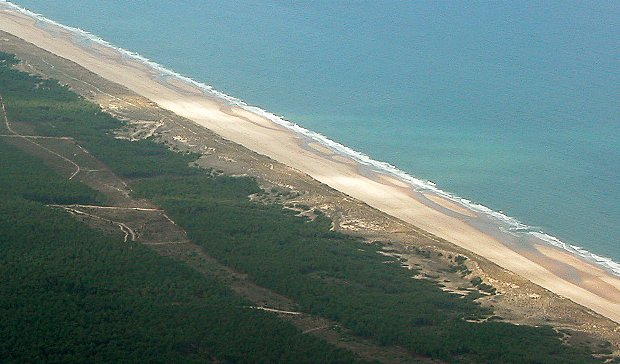
Luftbild der Côte d’Argent auf der Halbinsel Médoc

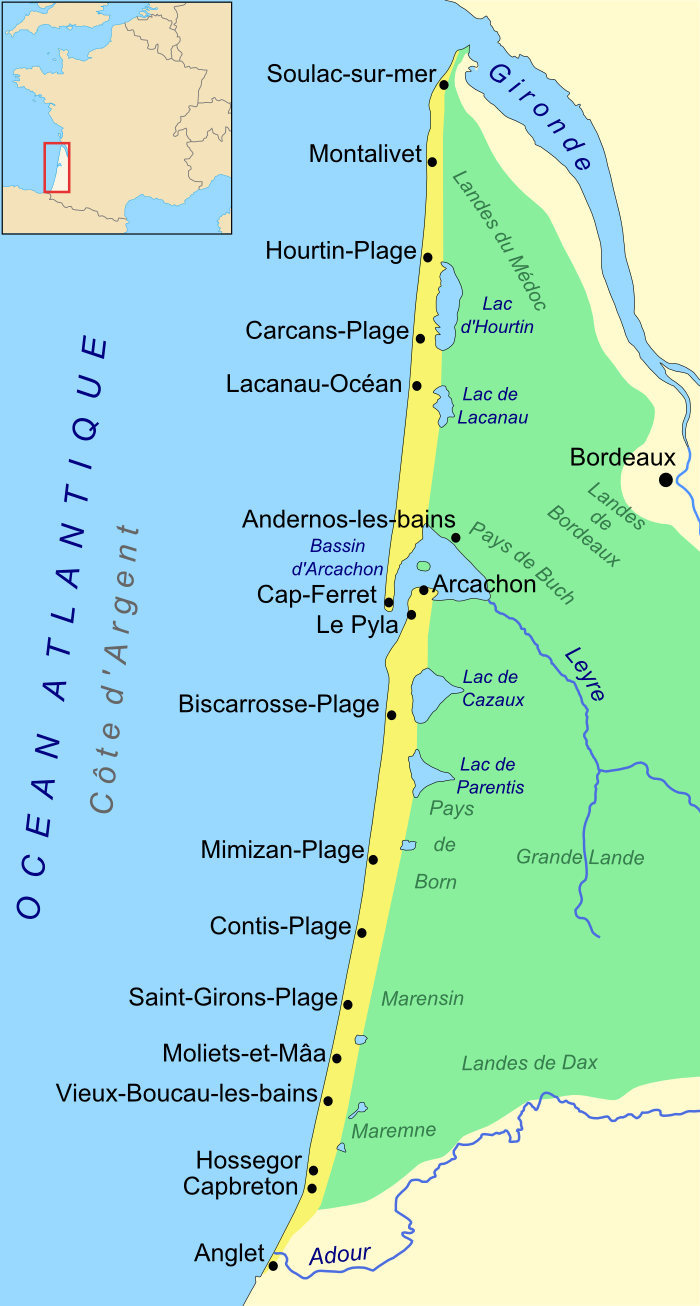
Karte der Côte d’Argent

Die Côte d’Argent ist ein Küstenstreifen am Atlantik am Golf von Biskaya im Südwesten Frankreichs. Sie erstreckt sich von der Gironde im Norden bis zum Fluss Adour im Süden.
Der Name bedeutet „Silberküste“. Die Bezeichnung stammt von der besonderen Qualität des dort vorkommenden Sandes. Die Atlantikküste ist an dieser Stelle sehr reich an Muscheln und Austern. Der Abrieb und Reste der Schalen dieser Schalentiere vermengten sich im Laufe der Jahrtausende mit dem Sand. Infolgedessen glitzert bei einem bestimmten Lichteinfall in den Abendstunden der Sand in der Brandung wie Silberstaub.

## Nordabschnitt
Durch die Lage auf der Medoc-Halbinsel entsteht die bemerkenswerte Situation, dass alle Gewässer im Hinterland entweder in die Gironde oder in das Bassin d’Arcachon abfließen. Da küstennahe Niederschläge zudem durch den Sand versickern, hat sich von der Landspitze an der Pointe de Grave bis zur Spitze des Cap Ferret ein praktisch ununterbrochener Sandstrand gebildet – mit fast 100 Kilometern einer der längsten in Europa.
Ortschaften im nördlichen Abschnitt der Küste (alle im Département Gironde):
- Le Verdon-sur-Mer
- Soulac-sur-Mer
- Vendays-Montalivet
- Hourtin
- Carcans
- Lacanau
- Le Porge
- Lège-Cap-Ferret

## Südabschnitt
Südlich des Beckens von Arcachon wird der Sandstrand durch einige kleinere Flüsse – courants genannt – unterbrochen, die direkt ins Meer münden, der nördlichste bei Mimizan. Am Ausgang des Beckens liegt die Dune du Pyla, die höchste Wanderdüne Europas.
Ortschaften im südlichen Abschnitt der Küste:
Gironde
- Pyla-sur-Mer

Landes
- Biscarrosse
- Mimizan
- Contis
- Lit-et-Mixe
- Vielle-Saint-Girons
- Moliets-et-Maa
- Messanges
- Vieux-Boucau-les-Bains
- Seignosse
- Soorts-Hossegor
- Capbreton
- Labenne
- Ondres
- Tarnos

Pyrénées-Atlantiques
- Anglet

Koordinaten: 44° 35′ N, 1° 15′ W